# Beaupuy (Haute-Garonne)
Beaupuy is een gemeente in het Franse departement Haute-Garonne (regio Occitanie) en telt 1095 inwoners (1999). De plaats maakt deel uit van het arrondissement Toulouse. Beaupuy telde op 1 januari 2022 1.225 inwoners.

## Geografie
De oppervlakte van Beaupuy bedroeg op 1 januari 2022 5,84 vierkante kilometer; de bevolkingsdichtheid was toen 209,8 inwoners per km².

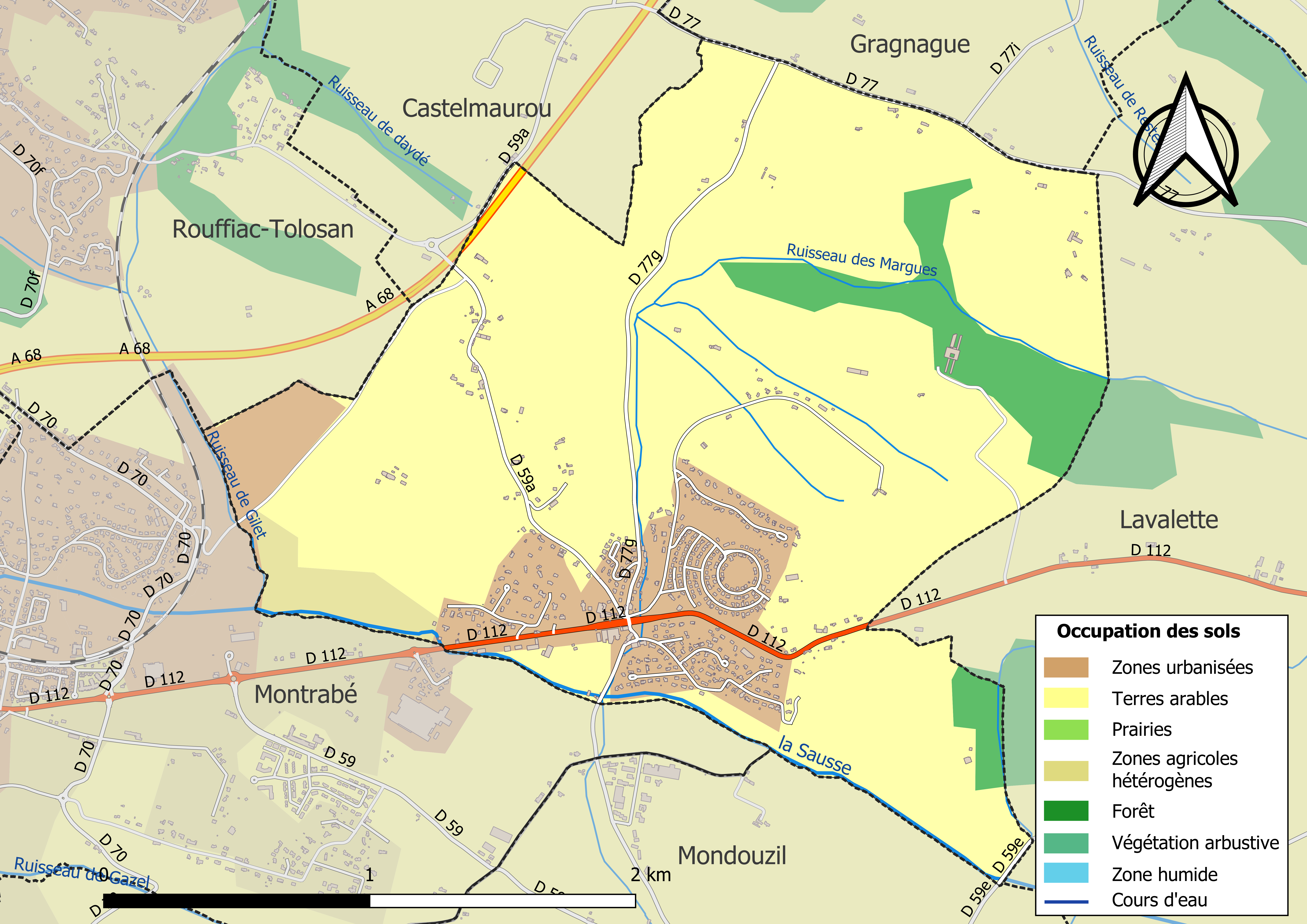
Kaart van de gemeente met belangrijkste infrastructuur, bodemgebruik en omliggende gemeenten

## Demografie
Onderstaande figuur toont het verloop van het inwonertal (bron: INSEE-tellingen).